# Hello Little Girl
Hello Little Girl è una canzone scritta da John Lennon nel 1957. È la prima canzone che lui ha composto.

## Il brano
La composizione del brano è stata ispirata, secondo Lennon, dalla canzone It's De-Lovely del 1936. La canzone entrò nel repertorio dei Beatles, dal 1958; della loro versione della canzone vi sono due registrazioni note: una demo casalinga con ancora Stuart Sutcliffe al basso, all'inizio degli anni sessanta, pubblicata su alcuni bootleg; inoltre, venne eseguita nei provini per la Decca Records: questa versione è stata pubblicata nei vari bootleg dell'audizione, e sull'Anthology 1.
Hello Little Girl venne inizialmente offerta ai Gerry and the Pacemakers, appena usciti dal successo di How Do You Do It, che ne registrarono una demo; essi però preferirono I Like It di Mitch Murray, lo stesso autore di How Do You Do It. Hello Little Girl venne pubblicata allora dai Fourmost, un altro gruppo liverpooliano; venne registrata il 3 luglio 1963 agli Abbey Road Studios e pubblicata il 30 agosto dello stesso anno. Raggiunse la nona posizione sulle classifiche. La loro versione è stata pubblicata sulla raccolta The Songs Lennon and McCartney Gave Away.

## Formazione
Versione dell'Anthology 1
- John Lennon: voce, chitarra ritmica
- Paul McCartney: cori, basso elettrico
- George Harrison: chitarra solista
- Pete Best: batteria